# تصخر العظم
تصخر العظم (بالإنجليزية:  Osteopetrosis )‏ ويسمى أيضا مرض العظم الرخامي (بالإنجليزية:  marble bone disease)‏ أو مرض ألبرس شونبرغ (بالإنجليزية:  Albers-Schonberg disease)‏ هو مرض وراثي نادر يتميز بكثافة كالسيوم عالية ولكن هذه الزيادة الشديدة تجعل العظم هشا للغاية وأكثر عرضه للكسور .

## أسباب المرض
يعتبر من الأمراض الوراثية التي تنتقل بصفه متنحية ، ويحدث نتيجة اعتلال في الخلايا التي تتخلص من العظم القديم الموجودة في نخاع العظم.

## انتشار المرض
يعتبر من الأمراض النادرة، ومعدل اصابته هو واحد من كل 200,000
ويكون أكثر في الاولاد

## أعراض وعلامات

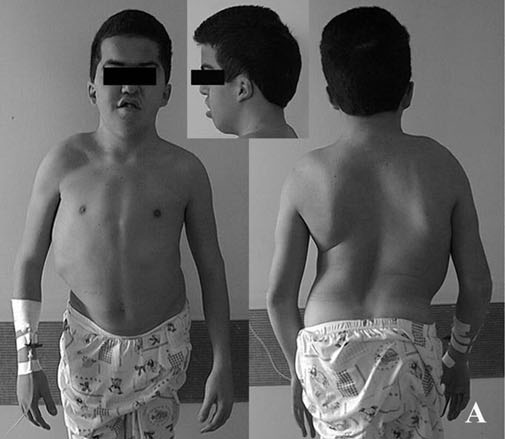
مريض بتصخر العظم مع تشوهات في العظم

المصابون بهذا المرض يعانون بشكل رئيسي من الآلآم في العظام بالأضافة إلى انهم يكونوا معرضين للإصابة بكسور متعددة أو تشوه في العظام والأسنان، الامر الذي يؤثر بشكل كبير على نوعية حياتهم، وعلى قدرتهم على المشاركة في النشاطات المختلفة.وقد يؤدي المرض احيانا إلى فقدان الرؤية، فقدان السمع، تضخم الطحال والكبد، العدوى (المتكررة)، الأنيميا، نقص الصفائح، نقص كريات الدم البيضاء، بطء النمو، شلل،، الصداع

## التشخيص
التحاليل المخبرية يجب ان تشمل مستوى الكالسيوم، الفوسفات، هرمون الدريقات، إنزيم الفوسفات القلوي بالإضافة إلى أشعة سينية حيث يكون لون العظم فيها شديد البياض.
| المرض                                                              | الكالسيوم | الفوسفات | إنزيم الفوسفات القلوي (بالإنجليزية: alkaline phosphate )‏ | هرمون جاره الدرقية (بالإنجليزية: PTH )‏ | ملاحظات                                 |
| ------------------------------------------------------------------ | --------- | -------- | -------------------------------------------------------- | -------------------------------------- | --------------------------------------- |
| تصخر العظم                                                         | طبيعي     | طبيعي    | ارتفاع                                                   | طبيعي                                  | زيادة في كثافة العظم                    |
| هشاشة العظام                                                       | طبيعي     | طبيعي    | طبيعي                                                    | طبيعي                                  | نقص في كثافة العظم ويتم التشخيص بالأشعة |
| مرض بجت                                                            | طبيعي     | طبيعي    | متغير حسب مرحلة المرض                                    | طبيعي                                  | اعتلال بالعظم بالأشعة السينية           |
| تلين العظام / الكساح                                               | نقص       | نقص      | زيادة                                                    | زيادة                                  |                                         |
| التهاب العظم الليفي الكيسي (بالإنجليزية: Osteitis fibrosa cystica)‏ | زيادة     | نقص      | زيادة                                                    | زيادة                                  |                                         |

ومن المهم تمييز المرض عن الأسباب الأخرى لزيادة كثافة العظم (بالإنجليزية: Osteosclerotic)‏ مثل :
1. أمراض الغدد الصماء كمرض بجت (بالإنجليزية: Paget's disease)‏ ,قصور الدريقات، زيادة حاده في فيتامين د .
2. أمراض الدم كمرض تليف نقوي {{|إنج | Myelofibrosis}}, لوكيميا، الأنيميا المنجلية.
3. بعض الأورام التي قد تنتشر للعظام مثل سرطان الثدي وسرطان البروستات.
4. التسمم بالرصاص ، بيريليوم أو فلوريد.

## خطورة المرض
يعتبر من الأمراض الخطيرة وتقدر الإحصاءات نسبة الوفاة 70٪ لمن يبلغ 6 سنوات و تقترب من 100٪ عند سن العاشرة من العمر.

## العلاج
من الممكن استخدام العديد من العلاجات للتخفيف من بعض أعراض أو مضاعفات المرض كالمضادت الحيوية للالتهابات، فيتامين د، إريثروبويتين لنقص الدم، كورتيزون أو التدخل الجراحي للكسور أو تشوهات العظم، لكن تعتبر زراعة الخلايا الجذعية هي العلاج الوحيد للشفاء من المرض بأذن الله.

## اقرأ أيضاً
زراعة نخاع العظم